# Xã Groton, Quận Brown, South Dakota
Xã Groton (tiếng Anh: Groton Township) là một xã thuộc quận Brown, tiểu bang Nam Dakota, Hoa Kỳ. Năm 2010, dân số của xã này là 118 người.